# 間性者人權

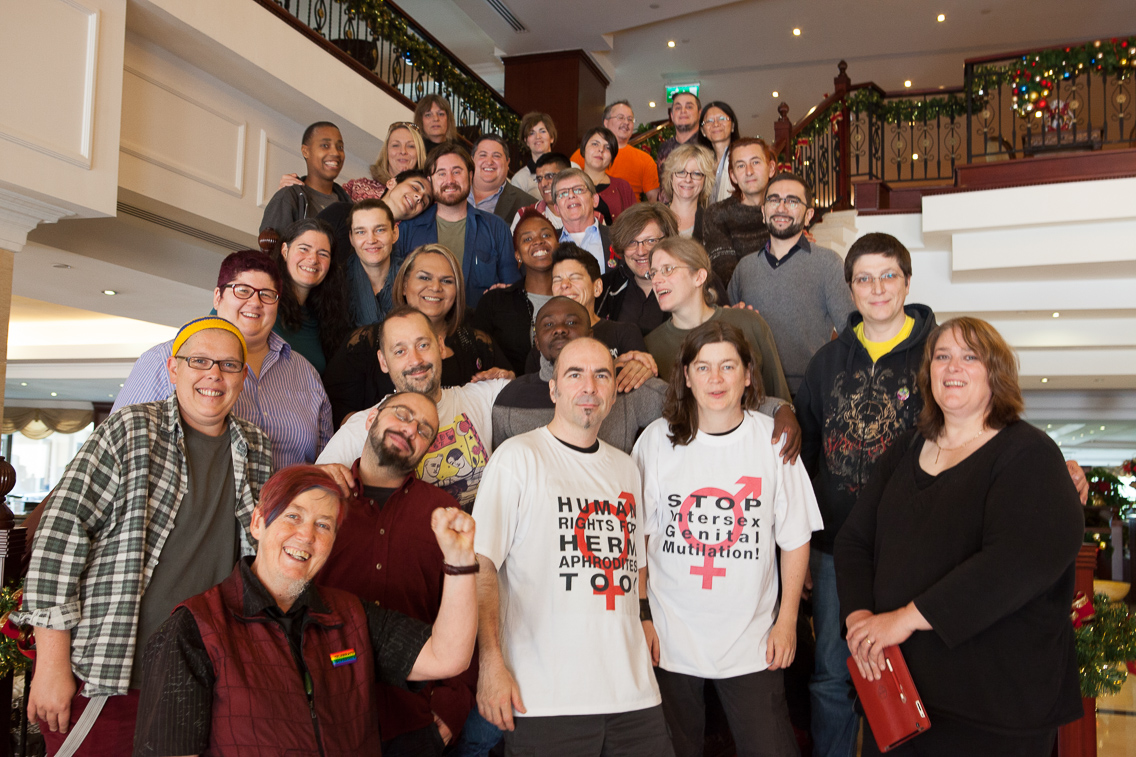
2013年12月在馬耳他舉行的第三屆國際間性人士論壇的參與者。

根據聯合國人權事務高級專員辦事處的定義，間性人在出生時的性别特徵「不符合典型的男女身體二元觀念」。
間性人自出生起就可能面對着恥辱和歧視，對於間性特徵明顯的人士而言更是如此。一些國家的間性嬰兒會被殺、被遺棄或者被視為家庭的羞辱。在東非，人們甚至會指責涉事母親可能對其孩子施了巫術，孩子也可能被認為受到詛咒。
像生殖器官模糊的間性嬰兒和兒童，可以透過手術或者施用激素來改變性別特徵，以令社會更為接受之。但此舉具有爭議性，因為沒有確實證據顯示其有着很好的效果，並且這種治療可能會使人絕育。像精英女運動員般的成年人也受到了這樣的影響。聯合國、澳大利亞議會、德國和瑞士的生物倫理機構都發聲明表示這些是侵犯人權的行為。像第三屆間性人士論壇般的間性人組織也發表了聯合聲明反對這種做法。
很多國家在立法保護間性人方面進展緩慢。克里斯蒂安娜·福林在2011年贏得了第一起針對外科醫生非自願手術干預的成功案件，成為首位勝訴者。2015年，欧洲委员会首次承認間性人擁有不接受性別指定治療的權利。2015年4月，馬耳他成為第一個禁止在未經當事人同意的情況下，為之進行性徵整形的國家。
其他人權議題有生存權、保障不受歧視的權利、能夠進入法律程序和獲得賠償的權利、資訊獲取權、法律上的承認，至今只有少數國家保證間性人受到公平待遇。

## 間性人與人權

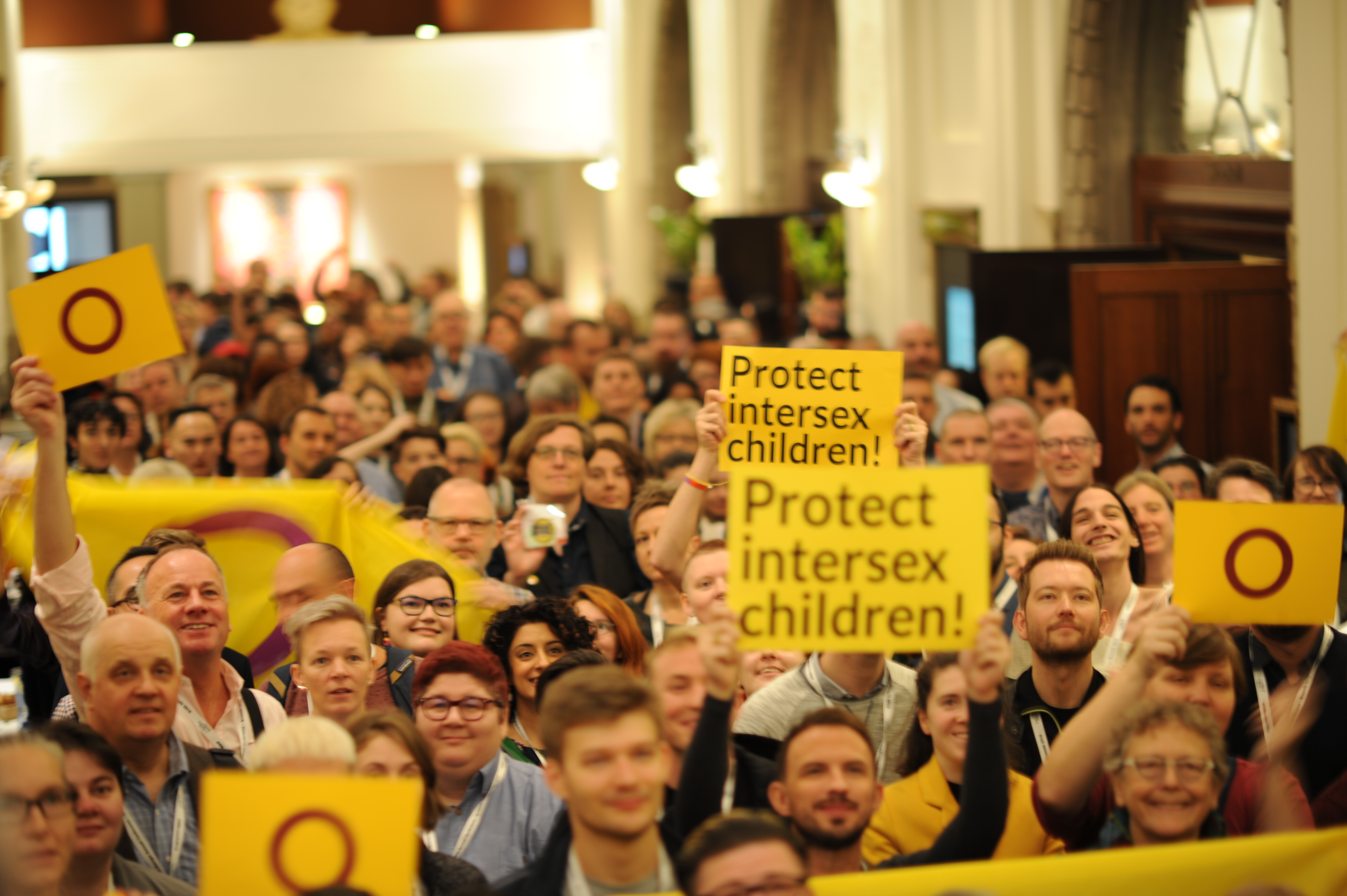
2018年間性人宣傳日ILGA會議合影

眾多研究開始形成了一套共識，即間性人是符合生物學的一種現象，而且人權機構也正對間性人的醫療實踐和歧視問題進行了大大小小的調查。丹·克里斯蒂安·加塔斯在2013年首次對間性人進行了國際性试点研究，並以此寫成《性別之間的人權》一著，當中提到間性人在全球受到歧視：
在西醫盛行的所有地區，間性人都被視為是一種疾病。不同社會都將間性人視為病，抑或異常。
歐洲委員會強調了幾個關注領域：
- 沒有得到知情同意的過度治療和平等的生命權。

- 將間性人除病化，但他們可以在知情同意下接受治療。

- 在法律上平等對待間性人，包括在法規上把他們平等看待。

- 獲取信息、醫療記錄、夥伴支持及其他心理諮詢的權利。

- 透過及時獲得官方文件，來使之享有有關性別承認的自決權。

### 間性人與同性戀的關係
多个組織呼籲承認同性戀者、間性戀者和間性人的权利，但沒有解决对間性人儿童所進行的不必要「正常化」待遇。此一情況可稱為“粉紅裝飾”。2016年6月，澳大利亞國際跨性別人士組織声称澳大利亞政府的言論相互矛盾，認為其雖承认同性戀和間性人的尊嚴和權利，但這卻与容許對間性兒童所實施的醫療程序相矛盾。
2016年8月，國際陰陽人組織描述了一種類型的粉紅裝飾——雖在立法上促進平等或民事狀況，但卻容許残害間性人的生殖器官。該組織曾表示，政府向政府向联合国条约机构提交的声明避重就轻，将間性人、变性人和男女同性恋、間性恋和变性人问题混为一谈，並將傷害嬰兒的行為省略過去。

## 間性人的身體完整性和身體自主性

法律禁止未經同意的醫療處置
行政監管未經同意的醫療處置
間性人的身體完整性和身體自主權尚未立法

間性別人士從出生起可能就面臨着被別人歧視。在一些國家，間性嬰兒可能會被殺害遺棄，使家族受到污名，這些行為在非洲和亞洲尤其常見。東非的母親可能被指對其子女施行巫術，兒童的出生亦可被視為受到詛咒。烏干達、肯尼亞、南亞、中國大陸都有遺棄和殺害間性嬰兒的事件。2015年，一名住在肯尼亞的間性青少年穆哈德·伊斯梅爾（Muhadh Ishmael）被肢解身亡。他曾被視為家人的詛咒之源。
根據探討間性人人權的調查，所有受到檢視的國家都進行了未經同意的醫療介入，以改變間性人的性別特徵。這種干預措施受到世界衛生組織、人權事務高級專員辦事處等聯合國機構，以及越來越多的地區和國家機構批評。在低收入和中等收入國家，保健費用可能限制當事人獲得必須治療的機會，同時其他人也會強制他們接受各種各樣的醫療介入。
由於人們會侮辱間性的未成年人，和強迫他們接受各種各樣的醫療介入，故此他們的某些權利會受到影響：
- 生命權[13]。

- 包括個人自主權以及醫療自決權在內的隱私權[10][11]。

- 禁止酷刑和其他殘忍、不人道和有辱人格的待遇[8][10]。

- 身體完整權[25]和/或身體自主的權利[15][26]。

- 此外，醫師為了讓間性孩童融入家庭和社會而進行的手術，可能為不符其最大利益[11]。

### 人權報告

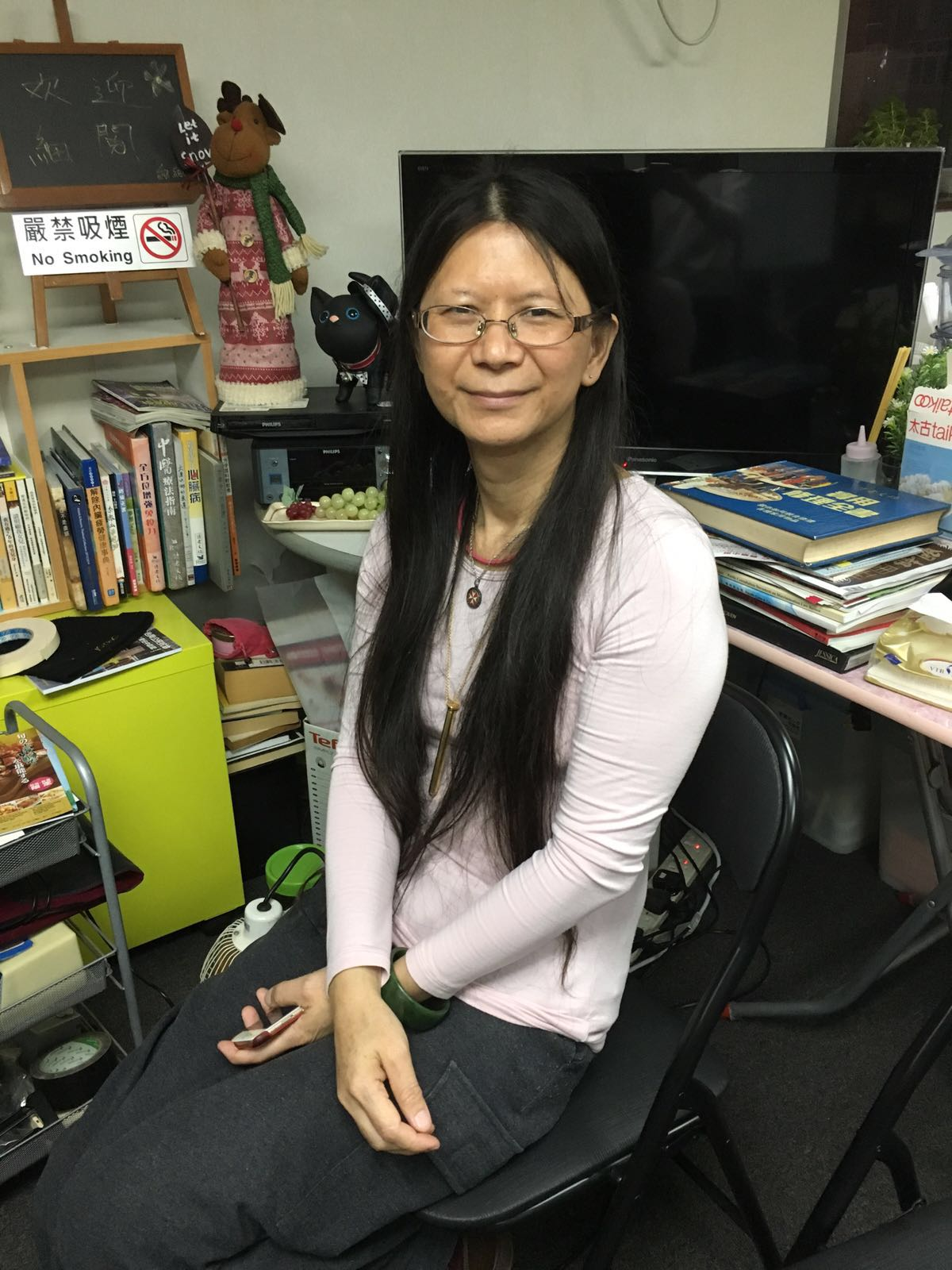
香港間性人士細細老師

近年，間性人人權一直是一些國家和國際機構的主題。其中包括2012年的瑞士生物醫學倫理國家諮詢委員會、2013年探討酷刑和其他殘忍、不人道或有辱人格待遇的聯合國特別報告員、2013年的澳大利亞參議院。2015年，歐洲委員會、聯合國人權事務高級專員辦事處和世界衛生組織也探討了這一問題。2015年4月，馬爾他成為第一個宣布將強制醫療列為非法行為的國家。同年，歐洲委員會成為第一個聲明間性人有權不接受性別指定介入的組織。
在10月26日間性人宣傳日，禁止酷刑委員會、兒童權利委員會和殘疾人權利委員會內的聯合國專家以及歐洲委員會人權專員、美洲人權委員會和聯合國特別報告員呼籲各國馬上停止各種侵犯間性人人權的行為，包括各種不必要的醫療程序。專家們還呼籲調查各種有關侵犯人權的指控、提高當事人提出賠償要求的能力，並實施反歧視措施：
 在世界各國，間性別嬰兒、兒童和青少年皆接受了不必要的醫療手術、激素治療和其他程序，試圖強行改變其外貌，以符合社會對女性和男性身體的期望。與通常的情況一樣，這些程式是在未經有關人士充分、自由和知情同意的情況下執行的，它們構成了對基本人權的侵犯。各國必須將作為禁止對間性兒童進行醫療上不必要的手術和程序納入為緊急事項。它們必須維護間性成人和兒童的自主權及其健康權、身心完整權、免於暴力和有害實踐的生存權以及免於酷刑和虐待的權利。應向跨性別兒童及其父母提供包括支持和諮詢，包括來自同齡人的支持和諮詢。
2017年，國際特赦組織和人權觀察發表了關於間性兒童權利的報告。

### 哥倫比亞憲法法院
雖然哥倫比亞憲法法院沒有處理過很多間性兒童案例，但哥倫比亞憲法法院的一單判決使得當地的治療程序起了變化。該一判決限制了醫生和父母的權力，禁止他們在孩童五歲之前為之進行生殖器外科手術，同時繼續允許對年輕兒童進行干預措施。由於哥倫比亞憲法法院的SU-337提到醫生有義務向父母告知有關間性孩童的所有信息。父母只能在收到準確信息和孩童滿5歲後再一起決定是否進行手術。到那時，孩子应该已经意识到自身的性別認同。此一案例也使得醫師在處理間性孩童有關事宜時得到法律上的指導。

### 馬耳他立法
2015年4月，馬耳他在《性別認同、性別表達和性別特徵法》（Gender Identity Gender Expression and Sex Characteristics Act）當中訂明，在沒經間性人同意的情況下為之進行醫療介入，即屬違法。該法案承認間性人享有身體完整權和自主權，明確禁止因社會因素而改變兒童的性徵：
醫師或其他專業人員為未成年人的性別特徵進行任何性別指定治療和/或外科介入都是非法的，而治療和/或干預可以推遲到被治療者能夠提供知情同意的時候：如果未成年人透過行使父母權力者或监护人表達了知情同意，則應進行這種關於未成年人性特徵的性別指定治療和/或手術介入。在特殊情況下，一旦跨專科小組與行使父母權力者或监护人達成協定，而當事人卻不能表達同意，那麼同樣可以治疗之：只要未經未成年人同意，且因社會因素而對之實行醫療介入，那麼將違反本法。
該法受到廣泛民间社会组织支持。

### 智利規管
2016年1月，智利衛生部下令暫停對間性兒童進行不必要的正常化治療，包括不可逆轉的手術，直到他們達到能夠自己作出決定的年齡。2016年8月，智利衛生部以第二項規定取而代之。

### 印度泰米爾納德邦政府辦事處行政命令
2019年4月22日，馬德拉斯高等法院（Madurai Bench）通過了一項具有里程碑意义的法律，並發出指示，表示根據戈皮·尚卡爾·馬杜賴的研究成果，禁止對間性嬰兒進行性別選擇手術。2019年8月13日，印度泰米爾納德邦政府公佈行政命令，禁止在擁有7780萬人口的泰米爾納德邦為嬰兒和兒童的性別特徵進行不必要的手術，除非維持現狀會危及其性命。。

## 生命權
胚胎植入前遺傳篩選，又名PGD或者PIGD，是胚胎特征分析的一種，當中醫師會為植入前的胚胎進行遺傳學測試。此一方法有時甚至會對受精前的卵母細胞進行分析。胚胎植入前遺傳篩選類近於產前診斷。当用于筛查某种特定的遗传病时，該方法將使嬰兒極有可能不會患有所考虑的遺傳疾病。因此，胚胎植入前遺傳篩選是一種輔助生殖技術，用於評估的卵母細胞或胚胎需要透過體外人工受精才能獲得。但是該技術被視為歧視那些具有間性特徵的人。
喬治亞·大衛斯認為，這種歧視沒有認識到，許多具有間性別特徵的人過著充實而幸福的生活。摩根·卡彭特強調，英國人類受精和胚胎學管理局在一份名單中列出了眾多「严重」的「遗传病」， 當中包含好幾種可能會於之後除掉的間性变异——5α還原酶缺乏症和雄激素不敏感綜合症便是兩例。這些變異曾於精英女運動員以及世界上第一個公開的間性人市長身上出現。澳大利亞跨性別組織呼籲澳大利亞國家健康和醫學研究理事會禁止對間性人進行這樣的介入，並指出在「社會對性別和性別規範的理解，以及醫學和醫學社會學文獻中，間性人、性別認同和性取向紧密纠缠在一起」。
2015年，歐洲委員會發表了一份有關人權和間性人議題的文件，當中評論到：
間性人的生命權在歧視性的「性別選擇」和「胚胎植入前遺傳篩選、其他形式的检测、對於特定特征的选择過程」中可能受到侵犯。這種剔除性或選擇性人工流產不符合道德和人權標準，因為它們都在歧視間性人的性別特徵。

## 保護免受歧視

基於性別特徵的保護，包括波士尼亞和黑塞哥維那、芬蘭、希臘、馬爾他和葡萄牙
基於間性人狀態的保護，包括澳大利亞和澤西島
把間性視為性別特徵去保護，包括南非
沒有明確的保護

直至今天，只有少數司法管轄區為間性人提供了明確的保護，使他們免於受到歧視。南非法律把間性人的身體視作性特征的一部分去保護——此舉為世界上的先例。澳大利亞是第一個將「間性」特徵獨立看待的國家。馬爾他率先通過立法，把「因社會和文化原因而修改未成年人的性徵」視為違法行為。波士尼亞自2015年12月24日起把「間性」視為一項性徵看待，黑塞哥維那和希臘也禁止因性徵而起的歧視和仇恨犯罪 。

### 教育
2016年的一項澳大利亞調查發現，在272名非典型性徵人士當中，18%未能完成中學學業，而澳大利亞整體則有2%未能完成之。該些人士退學的原因有醫療處置、欺淩等等。

### 就業
2015年，一項對澳大利亞出生時具有間性特徵的人所進行的調查發現，他們除了高中輟學率很高外，貧困程度也很高，此外殘疾率亦高於當地平均。澳大利亞組織「以多样性为荣」（Pride in Diversity）和澳大利亞間性人權組織出版的《間性人雇主指南》也提到一些就業歧視案件。

### 醫療
歧視保護包含保障間性人免受非自願和脅迫醫療。馬耳他规定了明确的保护措施，以阻止任何不必要且有害的兒童性徵修改。
2016年5月，美國衛生及公共服務部發表了一份聲明，於當中解釋《患者保护与平价医疗法案》第1557條。它指出，該法案禁止任何依賴公共資助的醫療保健作出歧視性的行為。

### 運動
一份医学杂志在2013年披露，四名来自发展中国家的无名女精英运动员在接受睾酮檢測後，发现她们為間性人，於是她們便接受了性腺切除術（絕育）和陰蒂部分切除術。在卡斯特爾·塞曼亞事件後，一名南非跑手因她的外表和活力而被要求睾酮檢測。沒有證據表明精英女運動員與生俱來的激素令她們在體育運動中佔優。

## 補救和賠償要求

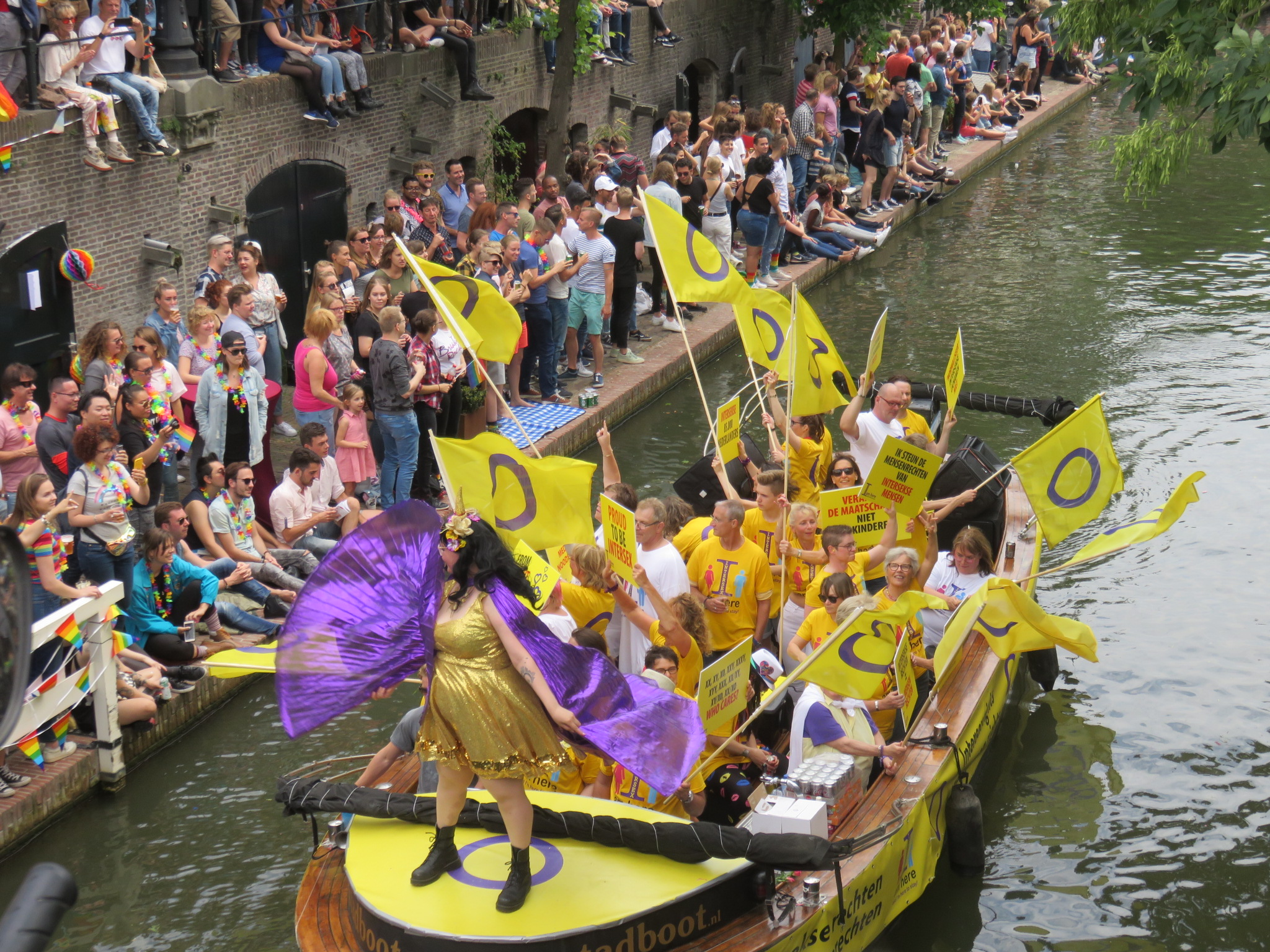
2018年6月16日，烏特勒支運河的驕傲號船舉辦了一場間性人活動

### 德國克里斯蒂安娜·福林案
2011年，德國的克里斯蒂安娜·福林在一次訴訟中取得了成功。2007年，亦即其生殖器官被摘除的30年后，她決定起訴為其摘除生殖器官的外科醫師，並於最終勝訴。法院裁定外科醫師需向她支付10萬歐元的賠償 。

### 智利本潔明馬里卡門案
本潔明的醫師在未告知其父母手術性質的情況下，為其切除男性性腺和生殖系統。於是其母親在2005年8月12日為此對智利衛生部提起訴訟。原告在塔爾卡第四法院提出了赔偿請求。最終這單案件一直上訴到智利最高法院。2012年11月14日，法院判定馬烏萊健康服務機構敗訴，並需因對本潔明造成的心理損害，而向其賠償1億披索給，其父母亦各獲賠500萬披索。

### 美國M.C.v.亞倫森案
在美國，M.C.v.亞倫森一案在間性青年倡導協會與南方貧困法律中心的推動下，於2013年提交法院審理。2015年，第四巡迴上訴法院駁回了該案，稱它並不意味著「貶低M.C.所宣称的严重伤害」——主要問題在於一位政府官員在沒有足夠警告的情況下，於2006年对16个月大的M.C.进行性別指定手術，「此舉侵犯了一项得到明确规定的宪法权利」。2017年7月，南卡羅來納州醫科大學以44萬美元與原告達成庭外和解，但未承認其干犯任何罪行。

### 德國邁克爾拉·拉布案
2015年，米夏拉·拉布因德國紐倫堡的醫師未能向她提供適當建議，而對之提起訴訟。醫師們表示，他們「只是按照當時的規範行事——這些規範旨在保護患者免受瞭解其染色體全部真相後的心理影響」。2015年12月17日，紐倫堡州法院裁定，埃朗根-纽伦堡大学診所需支付賠償金。

## 資訊獲取權

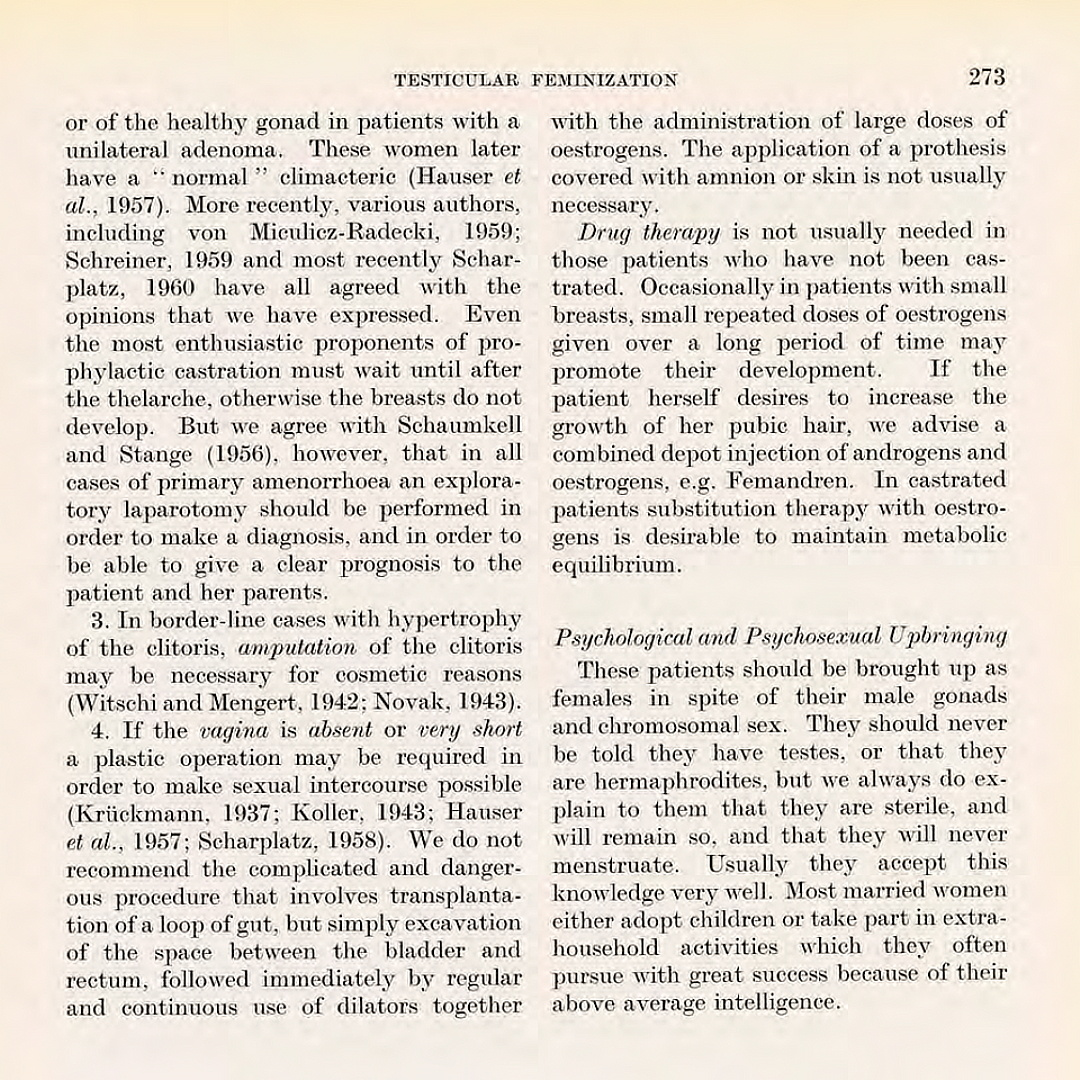
「他們不應該被告知……」 。根據1963年的治療標準，醫師們在治療雄激素不敏感綜合症時，可用到這張說謊許可證

隨著現代醫學在西方社會的興起，許多外生殖器模棱兩可的間性人已經對其生殖器進行了手術改造，令它更接近於女性或男性生殖器。外科醫生指出，間性嬰兒的出生是一種「社会应急事件」。為「確保正常身體和心理社會發展」，他們還會對此進行保密他們會告訴人們「從來未遇過這種情況的人」。獲得醫療記錄在歷史上也是具有挑戰性的。不過人們若要提供自主的知情同意，那麼就需要獲得充足的資訊。
歐洲委員會和世界衛生組織承認有必要改善提供資訊的方法及可獲得性，包括查閱病歷。
一些間性人組織聲稱，保密模式因臨床語言的轉變而得以延續。澳大利亞國際跨性別組織的摩根·卡本特引用了米蘭達·弗里克關於「不公正的解释方法」的研究，以此表示儘管當局出台了新的保護法，以防止間性人不因其身份而受到歧视，但礙於臨床語言和「没有词语来命名这种经验」，使得「有生活经验的人甚至无法理解自己的社会经验」。

## 法律承認
亞太國家人權機構論壇表示，很少有國家在法律上承認間性人。論壇指出，承認間性人的法律應包含以下元素：
- 首先在權利保障上，將他們跟其他男性和女性平等看待。當指定成為男性或女性時同樣如是。
- 其次，在原有的性別指定不合適時，可以获得纠正有關指定的行政法律文件。
- 第三，讓所有視自己為第三性別或其他性別分類的人都能夠選擇加入兩性以外的法律分類，此舉並不只於為間性人建立一個新的群體類別——儘管後者可能對一些人有幫助。

在某些司法管轄區，間性人可能難以得到任何形式的身份證明文件。

### 性別認同
與其他人一樣，一些間性人可能作為男性或女性長大，但隨後在以後的生活中認同另一種性別；不過大多數間性人不會出現這種情況。與非間性人一樣，一些間性人可能並不認為自己是女性或男性。2012年的一項臨床審查表明，8.5-20%的間性人可能有性別不安 ，而澳大利亞社會學研究表明，19%的非典型性特徵出生者選擇了"X"或"其他"選項，而52%的人選擇女性，23%選擇男性，還有6%的人選擇不確定。

### 獲得身份證明文件
一些司法管轄區的間性人可能難以獲得出生證明，包括帶有性別標記的出生證明。
2014年，在嬰兒"A"（通過她的母親E.A起訴）等人和訴總檢察長等人一案中，肯尼亞一家法院命令肯尼亞政府需向2009年出生的一名生殖器模糊兒童頒發出生證明。在肯尼亞，上學、獲得國民身份證和投票都需要出生證明。據瞭解，烏干達的許多間性人因在獲得身份證件方面面臨各種問題，而成為無國籍者，儘管出生登記法允許間性未成年人進行指定。

### 享有與其他男女相同的權利
亞太國家人權機構論壇指出：
在法律面前得到承认意味着拥有法律人格和由此产生的法律保护。对于間性人来说，这既不是也不仅仅是修改出生登记或其他官方文件的问题。首先，这关系到已获得男性或女性出生证的間性人能够享有与其他男性和女性相同的法律权利。

### 二元分類
對於不認同出生時分配的性別的人來說，獲得帶有正確性別標記的出生證明可能是個問題，或者只能用手術解決。
最遲在2003年開始，澳大利亞和其他國家的護照和身份證件了除會印上「M」（男性）和「F」（女性）外，還會印上代表第三類的「X」。2013年，德國成為第一個允許同時擁有間性特徵的嬰兒在出生證明上登記為不確定性別的歐洲國家——這遭到間性人組織的反對和懷疑，他們指出，該法似乎不容許人選擇男女分類。欧洲委员会在2015年的一份议题文件中承认了这一做法，以及承认对第三分类和空白分类的担忧，并指出这些做法可能会导致「間性儿童的父母面临更大的压力，使他們不得不决定偏向一种性别」。問題檔認為，有必要進一步思考非二元分類法律鑒定：
全球促进跨性别平等行动共同主任聯席主任毛羅·卡布拉爾指出，任何在「F/M」二分法之外的承认都需要从人权角度出發，並需得到充分规划和落實。他指出：「人们倾向于认为第三性是摆脱性别二元论的自由，但事实未必如此。」如果只有跨性別者和（或）間性人能够进入第三类，或者如果强制指定他们为第三性別，那么性别二元论就会变得更强大，而非更弱。

## 各司法管轄區的間性人人權
可在可用的情況下，通過國家名稱上的鏈接閱讀有關間性人權利的國家或者地區的頁面。

### 非洲
| 國家/司法管轄區 | 身體完整性和身體自主性 | 反歧視保護 | 能夠得到身份證明 | 享有與其他男女相同的權利 | 身份證更改 M/F       | 第三性別或性別分類 | 按性別代替官方分類 | 區分生物性別和社會性別 | 將嬰兒和兒童分為男性或女性 |
| --------------- | ---------------------- | ---------- | ---------------- | ------------------------ | -------------------- | ------------------ | ------------------ | ---------------------- | -------------------------- |
|                 | [ 98 ]                 | No         | [ 85 ]           |                          |                      |                    |                    |                        |                            |
| 南非            | [ 99 ] [ 100 ]         | [ 51 ]     | Yes              | [ 101 ]                  | 受醫療和社會報告約束 | Yes                |                    |                        | 可以分為男性、女性或間性人 |
| 乌干达          | [ 102 ] [ 103 ]        | No         |                  |                          | [ 104 ]              |                    |                    |                        |                            |

### 美洲
| 國家/司法管轄區 | 身體完整性和身體自主性      | 反歧視保護     | 能夠得到身份證明 | 享有與其他男女相同的權利         | 身份證更改 M/F | 第三性別或性別分類 | 按性別代替官方分類 | 區分生物性別和社會性別 | 將嬰兒和兒童分為男性或女性 |
| --------------- | --------------------------- | -------------- | ---------------- | -------------------------------- | -------------- | --- | ------------------ | ---------------------- | -------------------------- |
|                 | [ 98 ]                      | No             | [ 85 ]           |                                  |                | |                    |                        |                            |
| 阿根廷          | [ 105 ]                     | No             |                  |                                  | 自定           | No |                    |                        |                            |
| 智利            | [ 107 ]                     | 待定           |                  |                                  | 自定           | [ 110 ] |                    |                        |                            |
| 哥伦比亚        | 否，但僅限於 5 歲以上的兒童 | No             |                  |                                  | 自定           | |                    |                        |                            |
| 墨西哥          | [ 111 ] [ 112 ] [ 113 ]     | [ 112 ]        |                  |                                  |                | [ 112 ] |                    |                        |                            |
| 美国            | [ 114 ]                     | 在部份醫療保健 |                  | 未執行關於切割女性生殖器官的法律 |                | /僅限於華盛頓，加利福尼亞州，俄亥俄州，紐約市，猶他州和新墨西哥州, 內華達州, 俄勒岡州, 猶他州, 華盛頓州, 新澤西州和科羅拉多州。 |                    |                        |                            |
| 乌拉圭          | [ 124 ] [ 125 ]             |                |                  |                                  | 自定           | [ 126 ] |                    |                        |                            |

### 亞洲
| 國家/司法管轄區 | 身體完整性和身體自主性              | 反歧視保護 | 能夠得到身份證明 | 享有與其他男女相同的權利 | 身份證更改 M/F  | 第三性別或性別分類 | 按性別代替官方分類 | 區分生物性別和社會性別 | 將嬰兒和兒童分為男性或女性 |
| --------------- | ----------------------------------- | ---------- | ---------------- | ------------------------ | --------------- | ------------------ | ------------------ | ---------------------- | -------------------------- |
|                 | No                                  | No         |                  |                          | [ 127 ]         | [ 127 ]            |                    |                        |                            |
| 中华人民共和国  | [ 128 ] [ 129 ]                     | [ 130 ]    |                  |                          |                 |                    |                    |                        |                            |
| 印度            | [ 44 ] [ 45 ] [ 46 ] [ 47 ] [ 131 ] | [ 44 ]     | [ 44 ]           | [ 44 ]                   | [ 132 ]         | [ 132 ]            |                    |                        |                            |
| 日本            | No                                  | No         |                  |                          | 需要手術        |                    |                    |                        |                            |
| 尼泊尔          | No                                  | No         |                  |                          | [ 133 ] [ 134 ] | [ 133 ]            |                    |                        |                            |
| 巴基斯坦        | No                                  | [ 135 ]    |                  |                          | 自定            | [ 135 ]            |                    |                        |                            |
|                 | No                                  | No         |                  |                          | Yes             |                    |                    |                        |                            |
| 泰國            | No                                  | No         |                  |                          | 需要手術        |                    |                    |                        |                            |
| 越南            | No                                  | No         |                  |                          | 需要手術        |                    |                    |                        |                            |

### 歐洲
| 國家/司法管轄區 | 身體完整性和身體自主性         | 反歧視保護              | 能夠得到身份證明 | 享有與其他男女相同的權利 | 身份證更改 M/F   | 第三性別或性別分類 | 按性別代替官方分類 | 區分生物性別和社會性別 | 將嬰兒和兒童分為男性或女性 |
| --------------- | ------------------------------ | ----------------------- | ---------------- | ------------------------ | ---------------- | ------------------ | ------------------ | ---------------------- | -------------------------- |
| 阿尔巴尼亚      | [ 136 ]                        | [ 137 ]                 |                  |                          |                  |                    |                    |                        |                            |
| 奥地利          |                                |                         |                  |                          |                  | [ 138 ]            |                    |                        |                            |
|                 | No                             | [ 53 ]                  |                  |                          |                  |                    |                    |                        |                            |
| 比利时          |                                |                         |                  |                          | 自定             |                    |                    |                        |                            |
| 丹麦            | [ 28 ] [ 29 ]                  | No                      |                  |                          | 自定             | No                 |                    |                        |                            |
| 芬兰            | No                             | [ 142 ]                 |                  |                          |                  | No                 |                    |                        |                            |
| 法國            | [ 143 ] [ 144 ]                | No                      |                  |                          |                  | No                 |                    |                        |                            |
| 德国            | [ 145 ] [ 146 ] [ 147 ]        | No                      |                  |                          |                  | [ 148 ]            |                    |                        |                            |
| 希腊            | No                             | [ 55 ]                  |                  |                          |                  |                    |                    |                        |                            |
| 冰島            | No                             | [ 149 ] [ 150 ] [ 151 ] |                  |                          | 自定             | [ 149 ]            |                    |                        |                            |
| 愛爾蘭          | [ 152 ] [ 153 ]                | No                      |                  |                          | 自定             | No                 |                    |                        |                            |
| 澤西            | No                             | [ 154 ]                 |                  |                          |                  |                    |                    |                        |                            |
| 盧森堡          |                                |                         |                  |                          | [ 155 ]          |                    |                    |                        |                            |
| 馬爾他          | 已立法                         | [ 35 ]                  | Yes              | Yes                      | 自定             | [ 156 ]            |                    |                        |                            |
| 蒙特內哥羅      | No                             | [ 157 ]                 | No               | No                       | No               | No                 | No                 | No                     | No                         |
| 荷蘭            |                                | Yes                     |                  |                          |                  |                    |                    |                        |                            |
| 挪威            |                                | [ 158 ]                 |                  |                          | 自定             |                    |                    |                        |                            |
| 葡萄牙          | 已立法                         | Yes                     | Yes              | Yes                      | 自定             | Yes                |                    |                        |                            |
| 瑞士            | [ 11 ] [ 164 ] [ 165 ] [ 166 ] | No                      |                  |                          |                  | No                 |                    |                        |                            |
| 英国            | [ 167 ] [ 168 ]                | No                      |                  |                          | 需要診斷性別不安 | No                 |                    |                        |                            |

### 大洋洲
| 國家/司法管轄區 | 身體完整性和身體自主性 | 反歧視保護 | 能夠得到身份證明 | 享有與其他男女相同的權利     | 身份證更改 M/F | 第三性別或性別分類                              | 按性別代替官方分類 | 區分生物性別和社會性別 | 將嬰兒和兒童分為男性或女性 |
| --------------- | ---------------------- | ---------- | ---------------- | ---------------------------- | --- | ----------------------------------------------- | ------------------ | ---------------------- | -------------------------- |
|                 | [ 170 ] [ 10 ]         | 在聯邦級別 |                  | 關於運動和女性生殖器官的豁免 | 政策因管轄權而異 僅要求新南威爾士州和昆士蘭州內至少 2 名醫生進行變性手術和許可。西澳州、南澳州、北領地和澳大利亞首都特區內有適當的臨床治療或只有 1 名醫生許可。 | 護照 在聯邦，州/地區選擇不同                    |                    |                        |                            |
| 新西兰          | [ 170 ] [ 175 ]        | No         |                  | 切割女性生殖器官豁免         | Yes | （護照） 如果在出生時確定，可以使用第三出生證明 |                    |                        |                            |